# تش‌کند
تش‌کند (به ترکی آذربایجانی: Teşkan) یک منطقهٔ مسکونی در جمهوری آذربایجان است که در شهرستان یاردیملی واقع شده‌است.